# Шунк, Настасья
Настасья Мариана Шунк (нем. Nastasja Mariana Schunk; род. 17 августа 2003, Майнц) — немецкая теннисистка. Победительница двух турниров ITF в одиночном разряде.
С 2021 года Шунк представляет Германию на Кубке Билли Джин Кинг, где её рекорд W/L: 0—1.
Финалистка одного юниорского турнира Большого шлема в одиночном разряде (Уимблдонский турнир-2021); бывшая 15-я ракетка мира в юниорском рейтинге ITF (2021).

## Общая информация
Родилась 17 августа 2003 года в Майнце, в Германии.

## Спортивная карьера
В июле 2021 года Настасья дошла до финала юниорского турнира Большого шлема в одиночном разряде — Уимблдонского турнира, где проиграла испанке Ане Минтехи Дель Ольмо со счётом 6-2, 4-6, 1-6.
В 2021 году стала победительницей двух турниров ITF в одиночном разряде.

### 2022
В мае 2022 года прошла квалификационный отбор как лаки-лузер и впервые стала участником взрослого турнира серии Большого шлема — в одиночном разряде Открытого чемпионата Франции, где в первом круге за три сета проиграла румынке Симоне Халеп со счётом: 4-6, 6-1, 1-6.
В конце июня 2022 года стала победителем квалификационного отбора и вышла в основную сетку одиночного разряда Уимблдонского турнира, где в первом круге за два сета проиграла румынке Михаэле Бузарнеску со счётом: 4-6, 2-6.

## Итоговое место в рейтинге WTA по годам
| Год  | Одиночный рейтинг | Парный рейтинг |
| 2023 | —                 | —              |
| 2022 | 215               | 500            |
| 2021 | 294               | 1322           |
| 2020 | 943               | —              |